# کاساندرا ویلسون
کاساندرا ویلسون (به انگلیسی: Cassandra Wilson) (زادهٔ ۴ دسامبر ۱۹۵۵) خواننده، نوازنده، ترانه‌سرا و تهیه‌کنندهٔ موسیقی جاز اهل آمریکا است. او تا به‌امروز ۲ جایزهٔ گرمی دریافت کرده‌است.

## درباره
ویلسون از ۹ سالگی به فراگیری پیانو و گیتار پرداخت و از اواسط دههٔ ۱۹۷۰ میلادی به خوانندگی در سبک‌های مختلف روی آورد.
در سال ۱۹۸۴ و پس از آن‌که ۱ سال در نیواورلئان روزگار گذراند به نیویورک نقل مکان کرد که آغازی شد برای همکاری‌های‌اش با دیو هالند (باسیست) و اَبی لینکلن (خواننده). مدتی بعد و پس از آشنایی با استیو کلمن خوانندهٔ گروه ام-بیس کالکتیو شد.
در سال ۱۹۸۵ اولین آلبوم شخصی‌اش با نام Point of View را ضبط کرد. پس از انتشار چند آلبوم دیگر و در سال ۱۹۹۳ آلبوم متفاوت Blue Light 'Til Dawn که به‌غیر از ۳ آهنگ آن، بقیه‌اش بازخوانی آثار هنرمندان راک و بلوز بود را منتشر کرد. پس از آن ویلسون در مسیری تازه گام نهاد و از آن زمان تا به امروز در آلبوم‌های‌اش بیشتر به آثار قدیمی موسیقی فولک و بلوز و بازخوانی آن‌ها در سبک جَز می‌پردازد.